# Eumedonia exoculatus
Eumedonia exoculatus är en fjärilsart som beskrevs av Burrau 1953. Eumedonia exoculatus ingår i släktet Eumedonia och familjen juvelvingar. Inga underarter finns listade i Catalogue of Life.